# Krauchthal (Adelsgeschlecht)

Wappen der Familie von Krauchthal

Die Familie von Krauchthal war eine zähringische Ministerialenfamilie. Der Name der Familie scheint auf das Dorf Krauchthal im Kanton Bern in der Schweiz zurückzugehen.

## Geschichte
1181 wird erstmals ein Heinrich von Krauchthal urkundlich als Ministeriale von Herzog Berchtold IV. von Zähringen erwähnt.
Die Familie besass verschiedene Güter um die Städte Bern, Burgdorf und im Berner Oberland und galt als eine der reichsten Familien der Stadt Bern. Petermann von Krauchthal starb 1425 kinderlos. Mit ihm starb das Geschlecht der Krauchthal in der männlichen Linie aus.

## Personen
- Heinrich von Krauchthal (erw. 1181), zähringischer Ministeriale
- Kuno von Krauchthal (erw. 1208), Chorherr zu Solothurn
- Rudolf von Krauchthal, Schultheiss (causidicus) von Bern 1223 und 1224
- Peter von Krauchthal, Mitglied des Kleinen Rats
- Heinrich von Krauchthal († 1299/1300)
- Gerhard von Krauchthal († 1304),  Mitglied des Kleinen Rats
- Peter von Krauchthal († 1335), Sachwalter der Berner Minoriten
- Gerhard von Krauchthal, Patronatsherr zu Kriegstetten, Landvogt zu Aarberg
- Petermann von Krauchthal, († 1425), 1378/79 Kastvogt zu Rüeggisberg, 1394 bis 1396 Schultheiss von Thun, 1398 Schirmherr der Kartause Thorberg, Vogt zu Kirchberg, 1407 bis 1418 Schultheiss von Bern.
- Anna von Krauchthal geb. von Velschen, († 1464/65), vergabte testamentarisch zahlreiche Güter, darunter an das Seilerspital.

## Wappen
Blasonierung: In Silber ein roter Schrägbalken und zwei fünfblättrige Rosen.
Das Familienwappen ist identisch mit dem heutigen Gemeindewappen der Gemeinde Krauchthal.